# 藤州
藤州，中国隋朝时设置的州。
隋灭陈后设置，治所在永平县（今广西壮族自治区藤县东北）。以藤江、白藤岭为名。隋朝大业中，唐朝天宝、至德时又曾改为永平郡、感义郡。唐朝时的辖境相当今广西壮族自治区藤县地。下辖镡津县（永平县改名）、义昌县、感义县。宋朝时增入今岑溪市地。迁治于今藤县。属广南西路。元朝时，属湖广等处行中书省广西两江道宣慰司。明朝洪武十年（1377年），降为藤县。 
藤州刺史
- 杜文纪（贞观年间）
- 李伟之（开元初年）
- 崔叔献（开元年间）
- 李晓庭（771年）
- 支讷（861年）
- 骆巽与（861年—862年）
- 张铎（872年）
- 师弘礼（乾符初年）
- 蔡德章（880年）
- 朱友伦（902年）
- 赵全真